# 太田紫織
太田紫織（日语：太田 紫織，1978年3月8日—），日本女性小說家、推理作家。出身於北海道札幌市。已婚。2012年以前居住過旭川市。日本推理作家協會會員。

## 人物簡介
從小喜歡閱讀英國推理小說家，亞瑟·柯南·道爾和阿加莎·克里斯蒂的作品。之後開始在角川書店的官方投稿網站「E★EVERYSTAR」發表小說、照片、俳句。2012年，以Eleanor.S的名義同樣在E★EVERYSTAR發表《櫻子小姐的腳下埋著屍體》獲得『E★EVERYSTAR 電子書籍大獎推理部門』優秀獎。後在2013年2月第一次出書，由角川文庫（角川書店）發行，從此以作家身份正式出道。
2014年開始在新潮社的旗下雑誌《yom yom》連載。

## 作品列表

### 文庫本
櫻子小姐的腳下埋著屍體系列（全17冊，插圖：鐵雄，角川文庫，KADOKAWA）
1. 櫻子小姐的腳下埋著屍體（2013年2月25日發行）
2. 櫻子小姐的腳下埋着屍體 夏天、白骨、石榴夜叉（2013年5月25日發行）
3. 櫻子小姐的腳下埋着屍體 秋雨、校慶、你的謊言（2013年9月25日發行）
4. 櫻子小姐的腳下埋着屍體 初冬、蝴蝶、消失的少女（2014年2月25日發行）
5. 櫻子小姐的腳下埋著屍體 冬天的記憶、時間的地圖（2014年6月25日發行）
6. 櫻子小姐的腳下埋著屍體 從白色開始秘密（2014年11月25日發行）
7. 櫻子小姐的腳下埋著屍體 吟詩指尖（2015年2月25日發行）
8. 櫻子小姐的腳下埋著屍體 啟動的聲音（2015年9月25日發行）
9. 櫻子小姐的腳下埋著屍體 狼的時間（2016年1月25日發行）
10. 櫻子小姐的腳下埋著屍體 八月的幻影（2016年7月25日發行）
11. 櫻子小姐的腳下埋著屍體 蝴蝶的足跡（2017年3月25日發行）
12. 櫻子小姐的腳下埋著屍體 （2017年8月25日發行）
13. 櫻子小姐的腳下埋著屍體 （2017年10月25日發行）
14. 櫻子小姐的腳下埋著屍體 （2018年9月22日發行）
15. 櫻子小姐的腳下埋著屍體 （2019年12月24日發行）
16. 櫻子小姐的腳下埋著屍體 （2020年9月24日發行）
17. 櫻子小姐的腳下埋著屍體 （2021年3月24日發行）

櫻子小姐的腳下埋著屍體 特別篇
1. 櫻子小姐的腳下埋著屍體 （2016年9月，非賣品小冊子）

系列（全3冊，插圖：清原紘，朝日ARIEL文庫，朝日新聞出版）
1. （2014年11月20日發行）
2. （2015年6月19日發行）
3. （2018年3月7日發行）

系列（全3冊，監修：村上理子、插圖：鈴木久美，新潮文庫nex，新潮社）
從《yom yom》33號以為標題開始連載。
1. （2015年8月28日發行）
2. （2016年5月28日發行）
3. （2017年9月27日發行）

系列（全3冊，插畫：BUNBUN，角川文庫，KADOKAWA）
1. （2018年7月24日發行）
2. （2018年12月22日發行）
3. （2020年3月24日發行）

### 系列以外作品
- （2016年6月21日發行，德間書店）《採訪集》
- （2016年12月1日發行，文春文庫）
- （2018年12月，雙葉文庫）
- （2019年2月，文春文庫）

### 漫畫原作
- 櫻子小姐的腳下埋著屍體（全2冊，人物原案：鐵雄、漫畫：水口十，角川Comics Ace）

1. 2015年11月26日發行
2. 2018年2月2日發行

- 櫻子小姐的腳下埋着屍體 初冬、蝴蝶、消失的少女（全1冊，2017年9月26日發行）《漫畫：綾峰希有》

## 改編作品
電視動畫
- 櫻子小姐的腳下埋著屍體（首播時間：2015年10月－12月，原作：〈櫻子小姐的腳下埋著屍體〉系列）

電視劇
- 櫻子小姐的腳下埋著屍體（首播時間：2017年4月－6月，富士電視台）

## 外部連結
- 太田紫織的X（前Twitter） （日語）
- （日語）－太田紫織的官方個人部落格（2017年1月30日啟用）。
- .   [2016-11-09]. （原始内容存档于2015-02-04）. （日語）－（舊）太田紫織的官方個人部落格。
- （日語）
- （日語）－日本推理作家協會（日语：日本推理作家協会）公式官網。